# Diospyros rosei
Diospyros rosei là một loài thực vật có hoa trong họ Thị. Loài này được Standl. mô tả khoa học đầu tiên năm 1916.